# Netelia denticulator
Netelia (Netelia) denticulator – gatunek błonkówki z rodziny gąsienicznikowatych i podrodziny Tryphoninae.

## Opis
Głowa żółta z rejonem między przyoczkami jasnobrązowym do czarniawobrązowego, potylicą brązowawożółtą, a czułkami rudożółtymi. Odnóża rudożółte. Metasoma, tylne uda i śródtarczka również ciemniejsze. Przednie skrzydło długości 10–11,9 mm. Wierzchołkowa część grzbietowej krawędzi paramer silnie obrzeżona i opatrzona wyraźnym ząbkiem. Poduszeczka (ang. pad) jajowata, stosunkowo mała.

## Rozprzestrzenienie
W Europie wykazany został z Francji, Rosji i Ukrainy. Ponadto znany z Japonii.